# Palestine Investment Fund
Der Palestine Investment Fund (PIF; arabisch صندوق الاستثمار الفلسطيني, DMG Ṣundūq al-Istiṯmār al-filasṭīnī) ist ein Staatsfonds von Palästina, dessen Ziel es ist, die palästinensische Wirtschaft durch strategische Investitionen zu stärken und gleichzeitig die langfristigen Erträge für das palästinensische Volk, zu maximieren. Der Fonds wurde 2003 durch die Übertragung von Vermögenswerten gegründet, die zuvor von der Palästinensischen Autonomiebehörde verwaltet wurden. Seit Januar 2009 ist Mohammad Mustafa Vorsitzender und Co-Präsident des Unternehmens.
Mit Stand Juli 2025 wurde das verwaltete Vermögen auf 919 Millionen USD beziffert.

## Geschichte
Der PIF wurde 2003 als Aktiengesellschaft nach palästinensischem Gesellschaftsrecht beim palästinensischen Wirtschaftsministerium gegründet und befindet sich vollständig im Besitz der palästinensischen Bevölkerung. PIF ist der führende Investor in den Bereichen erneuerbare Energien, Landwirtschaft und Agrarwirtschaft, Gesundheitswesen, Gastgewerbe und Unternehmertum in Palästina.

## Portfolio
Zu den vollständigen Tochtergesellschaften des PIF gehören:
- Amaar Real Estate Investment Group
- Khazanah Asset Management Company
- The Dead Sea and Al-Aghwar Al-Falastiniyah Development Company
- The Palestinian Commercial Services Company

Zu den Minderheitsbeteiligung gehören:
- Telekommunikationsprogramm
- Hypothekenfinanzierungsprogramm
- KMU-Programm
- Energieprogramm
- Wataniya Mobile

## Mitgliedschaften
Der Fonds hat die Santiago-Prinzipien zu bewährten Verfahren für die Verwaltung von Staatsfonds unterzeichnet und ist dem International Forum of Sovereign Wealth Funds beigetreten.